# Glicina amidinotransferasi
La glicina amidinotransferasi è un enzima appartenente alla classe delle transferasi, che catalizza la seguente reazione:
L-arginina + glicina ⇄ L-ornitina + guanidinoacetato
La canavanina può sostituire l'arginina.